# サンマルコ食品
サンマルコ食品株式会社（サンマルコしょくひん）は、北海道札幌市厚別区に本社を置く冷凍食品製造会社である。
コロッケ、春巻き、グラタンを主体とした冷凍食品の製造販売を行っているほか、男爵コロッケ305や揚之屋藤幸の店舗経営も行っている。
『カレーハウス　サンマルコ』を運営している曲田商店とは関係ない。

## 概要
1979年（昭和54年）創業。創業者の藤井幸男の父、藤井作次郎は明治時代から旭川市で豆菓子の製造・販売を手掛け、陸軍第七師団に納入していた。幸男は父の事業を継承し、札幌で「北誉豆製菓」を経営したが1970年代に廃業。その後知人の事業を引き継ぐ形でサンマルコ食品を創業した。羊蹄山の麓で取れる男爵イモで作ったコロッケ「男爵コロッケ」などのヒット商品を生み、年商約56億円（2006年（平成18年）時点）と、コロッケの製造・販売では全国トップクラスの会社となった。

## 沿革
- 1979年（昭和54年）12月：藤井幸男がサンマルコ食品販売株式会社として設立・創業。
- 1992年（平成4年）11月：恵庭市に工場完成。
- 1997年（平成9年）8月：十勝郡浦幌町に工場完成。
- 1998年（平成10年）10月1日：現社名に変更。
- 2000年（平成12年）3月：東京支店を開設、道外進出。
- 2002年（平成14年）6月：幸男が会長に、実子の幸一が代表取締役社長に就任。
- 2006年（平成18年）3月24日：エバラ食品工業株式会社の完全子会社だった株式会社日本冷食を、全株譲受により完全子会社化。
- 2008年（平成20年）4月1日：株式会社日本冷食と合併。

## 営業所
- 東京支店（東京都文京区）
- 東北営業所（仙台市若林区）
- 関西支店（大阪市中央区）
- 名古屋営業所（名古屋市港区）
- 九州営業所（佐賀県鳥栖市）

## 工場

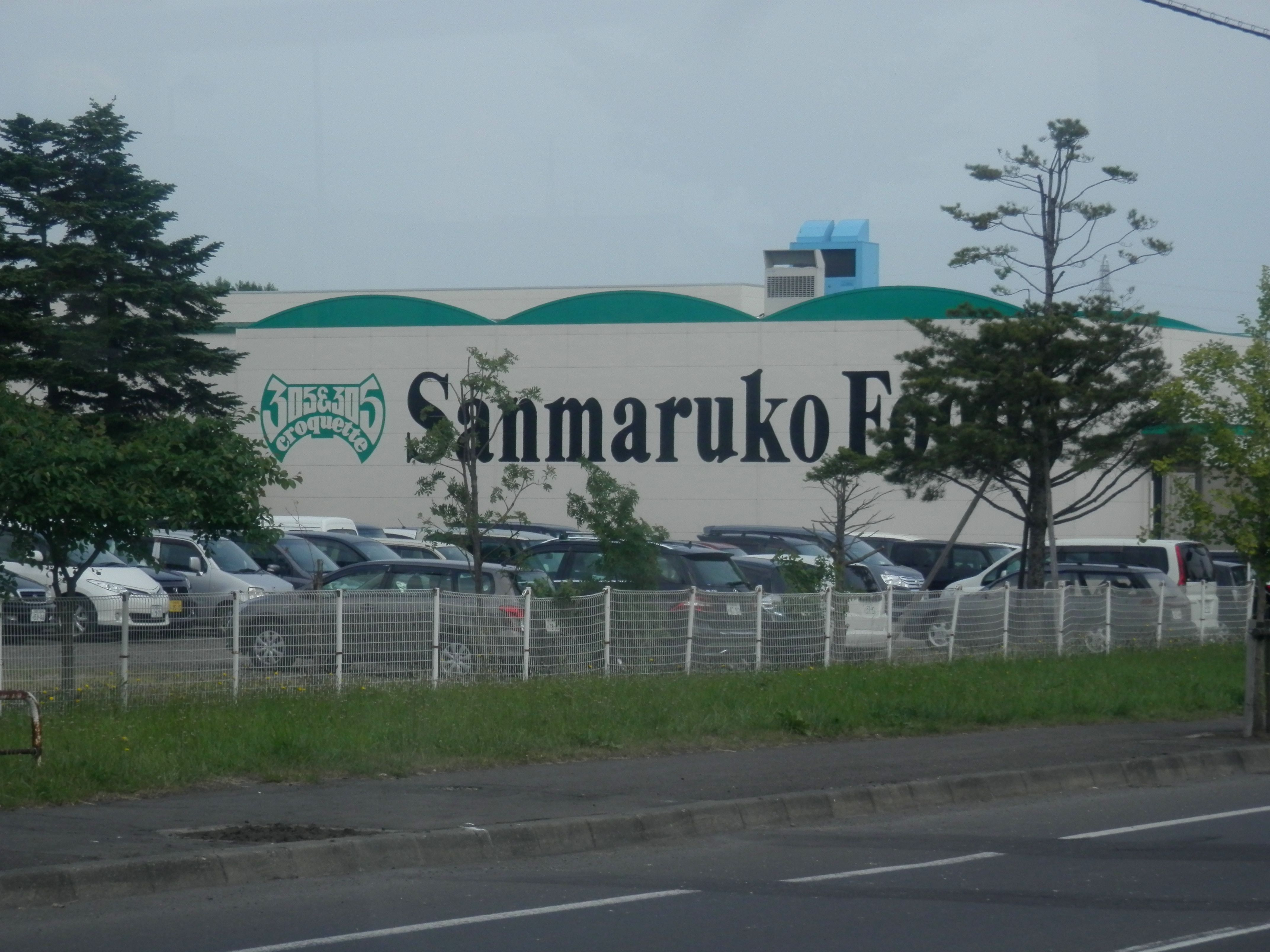
恵庭工場

- 札幌工場（札幌市厚別区）
- 恵庭工場（北海道恵庭市）
- 浦幌工場（北海道十勝郡浦幌町）
- 津別工場（北海道網走郡津別町）[2]

## 関連会社
- 有限会社ホクレイ
- 有限会社フジフーズ

## 関連人物
- 藤井幸一 - 現社長。全日本合気道連盟理事・北海道合気道連盟会長。札幌合気道会第四代目会長。段位七段。北海道大学合気会合気道部師範。
  - 1950年7月生まれ。法政大学社会学部社会学科卒業。
  - 1974年4月、北海道ガス入社。1993年5月、サンマルコ食品入社。2002年6月、代表取締役社長就任。
- 藤井幸大 - 幸一の長男。一般社団法人日本コロッケ協会会長。

## CM

### テレビ
- CM曲「サンマルコ体操」
- 水曜日昼の『JNNニュース』ローカル枠、テレビ北海道『旅コミ北海道じゃらんdeGO!』で提供し、放送中。

### ラジオ
- スポットCMを中心に放送している。